# А ви кохали коли-небудь?
«А ви кохали коли-небудь?» (рос. «А вы любили когда-нибудь?») — радянський художній фільм, музична комедія режисера Ігоря Усова, виробництво кіностудії Ленфільм 1973 року.

## Сюжет
Хлопчик Митя полюбив дівчинку Олю, але Митіна мама стала раптом злою, дріб'язковою і зарозумілою. І тоді вірні друзі, дідусі та бабусі прийшли закоханим на допомогу.

## Ролі
- Алла Мальцева — Оля Нікольська, медсестра-реєстратор (вокал — Таїсія Калинченко)
- Георгій Віцин — Яків Іванович Нікольський / мама Ніни Дмитрівни
- Володимир Пучков — Діма Вдовін
- Георгій Штиль — лікар «швидкої»
- Сергій Філіппов — лікар Михайло Михайлович / Ольга Василівна
- Пантелеймон Кримов — Юрій Миколайович Вдовін, тато Миті
- Людмила Шагалова — Ніна Дмитрівна, мати Миті
- Олександр Жданов — Вітя
- Олена Андерегг — мама Олі
- Микола Крюков — дідусь з двома онуками
- Любов Тищенко — прибиральниця в перукарні
- Віктор Кривонос — актор в телевиставі
- Юрій Соловйов — Леонід Маркелович, популярний дамський перукар
- Марія Поліцеймако — епізод

## Відгуки
Незважаючи на сильний акторський склад майстрів комедійного жанру, фільм отримав негативні відгуки радянської кінокритики: «комедії типу „А ви любили коли-небудь?“ не витримують перевірки на глядача не тільки тому, що погано зроблені. Вони пустопорожні».

## Знімальна група
- Автори сценарію: Олег Мітін, Георгій Полонський, Каміл Ікрамов
- Режисер: Ігор Усов
- Оператор: Олександр Дібрівний
- Художник: Ігор Вускович
- Композитор: Ігор Цвєтков
- Звук: Григорій Ельберт